# Георги Христов (Дупница)
Георги Христов е български просветен деец и революционер, деец на Македоно-одринската организация и на Вътрешната македоно-одринска революционна организация.

## Биография
Георги Христов е председател на македонското братство в Бистрица през 1900 година, а после е член и съветник в Дупнишкото Македонско дружество „Единство“.
Между 1923 – 1926 година е директор на Национална хуманитарна гимназия „Св. св. Кирил и Методий“.